# ГЕС Хан-Хвар
ГЕС Хан-Хвар (Khan Khwar) — гідроелектростанція на півночі Пакистану. Використовує ресурс із річки Хан-Хвар, правої притоки Інду.
У межах проєкту річку перекрили бетонною гравітаційною греблею висотою 30 метрів, яка утримує невеликий резервуар з об'ємом 1,1 млн м3. Із нього через правобережний гірський масив прокладено дериваційний тунель завдовжки 4,5 км із діаметром 3,8 метра, що виводить до машинного залу, спорудженого вже на правому березі Інду нижче від впадіння Хан-Хвару (при цьому відстань між греблею та залом по руслах зазначених річок становить до 14 км).
Обладнання станції складається з двох основних турбін типу Френсіс потужністю по 34 МВт та однієї малої турбіни з показником 4 МВт, які працюють при напорі від 247 до 257 метрів та забезпечують виробництво 306 млн кВт·год електроенергії на рік.